# 18653 Крістаґюнт
18653 Крістаґюнт (18653 Christagünt) — астероїд головного поясу, відкритий 28 березня 1998 року.
Тіссеранів параметр щодо Юпітера — 3,493.